# Alexandre Azedo
Alexandre Azedo Lacerda (Recife, 1948), é um arquiteto, escultor, e professor brasileiro da Universidade Federal da Paraíba.

## Principais obras

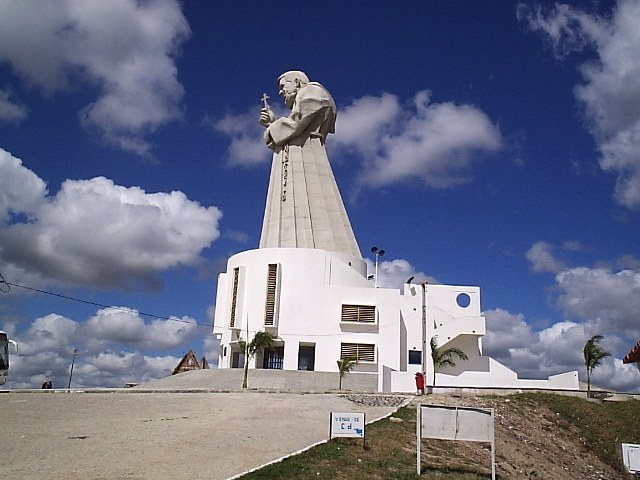
Memorial Frei Damião em Guarabira.

- Cristo Redentor em Itaporanga[1]
- Frei Damião em Guarabira[1]
- Monumento Santa Rita de Cássia[3][1]